# Bardas Skleros
Bardas Skleros (grško Βάρδας Σκληρός, Bardas Skleros) ali  Sclerus je bil bizantinski general, ki je od leta 976 do 979 vodil obširen upor proti bizantinskemu cesarju Baziliju II., * ni znano, † 2. april 991. 

## Ozadje
Bardasov oče Niketa Skleros je pripadal veliki družini Sklerov, ki je imela v lasti ogromna posestva na vzhodnem obrobju Anatolije. Njegova mati Gregorija je bila hči cesarja Bazilija I. in vnukinja Bazilijevega brata Bardasa. Največji uspeh v Bardasovi  zgodnji karieri je bila briljantna obramba Bizantinskega cesarstva pred vojsko Svjatoslava I. Kijevskega leta 970. Med bitko pri Arkadiopolu naj bi Rusom povzročil kar 20.000 žrtev, medtem ko naj bi v bitki padlo le 25 bizantinskih vojakov. 
Ko se je izkazal za sposobnega spopasti se z najhujšimi sovražniki Bizantinskega cesarstva, je postal zaupanja vreden svetovalec cesarja  Ivana I. Cimiska, ki je bil hkrati njegov svak in rojak Armenec. Po Ivanovi smrti je Skleros želel, da bi ga sam nasledil kot vršilec dolžnosti cesarja. Evnuh Bazilij Lekapen, ki je dejansko vodil cesarsko vlado, je imel druge načrte in je leta 976 Bardasa odstavil z njegovega ključnega položaja generala na vzhodu. 
Po besedah Mihaela Psela je bil Skleros "mož, ki ni bil le spreten načrtovalec, temveč tudi izjemno spreten pri izvajanju svojih načrtov. Posedoval je ogromno bogastvo, kar ni bila majhna prednost za nekoga, ki je ciljal na prestol, imel ugled kraljeve krvi in bil uspešen v velikih vojnah. Ob sebi je imel vso vojaško kasto, ki mu je pomagala pri njegovem podvigu".

## Upor
Ko je Skleros izvedel za svojo odstavitev, se je dogovoril z lokalnimi armenskimi, gruzijskimi in celo muslimanskimi vladarji, ki so vsi prisegli, da bodo podprli njegove zahteve po cesarski kroni. Uspešno je spodbudil upor med svojimi sorodniki in privrženci v azijskih provincah ter si hitro zagotovil oblast nad Cezarejo, Antiohijo in večjim delom Anatolije. 
Potem ko je več poveljnikov mornarice prestopilo na njegovo stran, je odhitel v Konstantinopel in grozil z blokado Dardanel. Uporniška mornarica pod poveljstvom Mihaela Kurtikiosa je napadla Egejsko morje in poskušala blokirati Helespont, vendar jo je premagala cesarska flota pod poveljstvom Teodorja Karantena. 
Ko je Skleros izgubil prevlado na morju, je takoj začel oblegati Nikejo, ki je veljala za ključ do prestolnice. Mesto je branil  Manuel Erotik Komnen, oče bodočega cesarja Izaka I. Komnena in prednik dinastije Komnenov. 
Medtem je Bazilij II. iz izgnanstva odpoklical Bardasa Fokasa mlajšega, generala, ki se je uprl prejšnjemu cesarju in bil zato za sedem let interniran v samostanu. Fokas se je odpravil na vzhodu v Sebastejo, kjer so bila njegova družinska posestva. Naletel je na razumevanje taoškega kralja  Davida III. Kuropalata, ki mu je obljubil 12.000 gruzijskih konjenikov pod poveljstvom generala Tornikija. 
Skleros je takoj zapustil Nikejo in se odpravil na vzhod ter v dveh bitkah premagal Fokasa, v tretji pa je zmagal Fokas. 24. marca 979 sta se generala spopadla v dvoboju, v katerem je  Skleros s sulico prebodel desno uho Fokasovega konja in potem sam utrpel hudo rano na glavi. Govorica o njegovi smrti je njegovo vojsko prisilila v beg, sam Skleros pa se je zatekel k svojim muslimanskim zaveznikom. Njegov upor je bil potem brez težav zatrt.

## Kasnejša leta
Potem ko azijski mogotci niso želeli podpreti njegovih nadaljnjih operacij proti Konstantinoplu, se je Skleros z družino leta 980 umaknil v Bagdad, kjer so šest let živeli v častnem ujetništvu na dvoru abasidskega kalifa At Taja in sanjali o invaziji na Bizanc. 
Leta 987 je Fokas končno poklical Sklerosa, naj se vrne v domovino. Fokas je medtem izkoristil bolgarske vojne, da bi se dokopal do bizantinske krone. Skleros je takoj zbral vojsko, da bi podprl Fokasove načrte. Ob tem je načrtoval izkoristiti spremljajoče nerede za lasten vzpon na oblast, vendar mu je načrte prekrižal Fokas, ki ga je ukazal zapreti. Po Fokasovi smrti v bitki pri Abidosu leta 989 ga je kot vodja upora nasledil Skleros. 
Datum njegove predaje bizantinskim  oblastem je sporen, tako kot okoliščine. Leta 991 je cesar Bazilij II. na poti v Bolgarijo obiskal Sklerosa, slepega in zlomljenega moža, ki je takrat živel v nekakšnem ujetništvu v Trakiji. Slavni upornik je od cesarja prejel naziv kuropalata in umrl nekaj dni pozneje, domnevno 2. aprila. 

## Potomci
Krvna linija Bardasa Sklerosa se je nadaljevala preko njegovega sina Romana Sklerosa. Vnuk Bazilij Skleros je bil poročen s sestro cesarja Romana III. Argira, včasih imenovano Helena ali Pulherija Argira. Ena od Bazilijevih nečakinj, Pulherija Skleraina, se je poročila s Konstantinom Monomahom, kasnejšim cesarjem Konstantinom IX. Bazilijeva pranečakinja Marija Skleraina je postala Konstantinova ljubica. Njen brat Konstantin Skleros (ok. 920–989) se je poročil s svojo sestrično Sofijo Fokaino, hčerko Kuropalata Leona Fokasa, brata cesarja Nikeforja II. (ok. 912–969). Njuna hči je bila najverjetneje cesarica Teofana.